# Mother 3
Mother 3 (マザースリー?, Mazā Surī) è un videogioco di ruolo sviluppato da Brownie Brown e HAL Laboratory. È stato pubblicato da Nintendo per il Game Boy Advance e distribuito solo in Giappone. È il terzo videogame della serie EarthBound e seguito del titolo pubblicato per il Super Nintendo Entertainment System dodici anni prima. È stato ideato da Shigesato Itoi, il creatore della serie, e diretto da Nobuyuki Inoue. La colonna sonora è composta da Shogo Sakai.

## Trama
Mother 3 è ambientato nelle "Isole di Nessun Luogo", una serie di isole scarsamente abitate sulla Terra. Il gioco passa punti di vista tra i personaggi principali, che sono tutte le persone (o animali) che vivono sulle isole. Il gioco si concentra su una coppia di gemelli di nome Lucas e Claus, la loro famiglia, il padre Flint e gli amici che li uniscono per combattere contro il misterioso esercito dei Pigmask . La storia del gioco è una tragedia: i suoi temi principali prevedono far fronte alla perdita di familiari ed i pericoli del consumismo. Per esempio, la prima persona che muore è Hinawa, la madre di Lucas e Claus, con una zanna di drago impiantata nel cuore. Si scoprirà che il capo dei Pigmask è Porky Minch, il vicino di casa di Ness che non viene mai nominato nel gioco fino al capitolo 7. Il gioco ha anche molti elementi comici, come la parodia di altri videogiochi. Il gioco è stato pubblicizzato come "divertente, strano, e straziante".

## Sviluppo
Lo sviluppo di Mother 3 ebbe inizio nel 1994 per lo SNES e vedeva Shigeru Miyamoto e Satoru Iwata come produttori. Nella squadra di produzione erano inoltre presenti molti degli sviluppatori presenti nella creazione del precedente Mother 2 (altresì conosciuto con il nome di EarthBound). Visto che lo SNES stava ormai per essere soppiantato da altre console si pensò che non sarebbe stato proficuo sviluppare il gioco su tale sistema. Il team decise di spostarsi così sul Nintendo 64 spinti anche dall'idea di convertire l'intero gioco dal classico 2D all'allora innovativo 3D. Dal momento che il progetto si rivelò essere al di sopra dei limiti hardware offerti dal Nintendo 64, il team decise in seguito di muovere il progetto sul 64DD, vale a dire un'espansione per il Nintendo 64 distribuita solo in Giappone nel 1999. Tale prodotto si rivelò di scarso successo e così l'idea fu accantonata puntando un'altra volta lo sviluppo sul normale Nintendo 64.
Con lo sviluppo che proseguiva, Nintendo poté mostrare una demo di Mother 3 al Nintendo Space World del 1999. In origine il gioco doveva uscire anche negli Stati Uniti in una cartuccia sotto il nome di EarthBound 64. Le scarse fonti a testimonianza di EarthBound 64 rivelarono che il gioco doveva seguire le stesse meccaniche di The Legend of Zelda: Ocarina of Time.
Dopo svariati ritardi nella pubblicazione del titolo, Shigesato Itoi annunciò ufficialmente la cancellazione di Mother 3 ad Agosto dell'anno 2000. Tuttavia il progetto non fu completamente cancellato in quanto si pensava di ricominciare il lavoro a partire dal GameCube. Nonostante i lavori procedessero su questo nuovo sistema, Satoru Iwata si rese conto di quanto l'adattamento in 3D si stesse rivelando problematico per l'intera creazione del gioco dovendo così interrompere ulteriormente la produzione di Mother 3.
Nel 2003 fu lanciata per il GameBoy Advance una cartuccia chiamata Mother 1+2 la quale era una conversione degli originali Mother e Mother 2 in grado di funzionare sulla sopraccitata console portatile. I lavori per la creazione del gioco furono così assegnati alla Brownie Brown che ultimò il progetto permettendo così la messa in vendita ufficiale il 20 aprile 2006 in Giappone.

## Distribuzione
Mother 3 venne ufficialmente distribuito in Giappone a partire dal 20 aprile 2006 diventando uno dei titoli più venduti. Prima della sua distribuzione il gioco era nella lista dei "cinque giochi più attesi" della rivista videoludica giapponese Famitsu ed era inoltre uno dei titoli più richiesti nelle pre-ordinazioni dei negozi di videogiochi. Del gioco è stata inoltre distribuita una versione in edizione limitata che conteneva un GameBoy Micro con il logo della serie, la cartuccia di gioco e una spilletta che ricreava la Fraklin Badge. Il 17 dicembre 2015 Mother 3 ha visto un'ulteriore pubblicazione sulla Virtual Console della Wii U seppur in via esclusiva per il Giappone.

### Distribuzione all'estero
Sino ad oggi, Mother 3 non è mai stato tradotto ed esportato ufficialmente per il mercato occidentale. In origine era prevista una localizzazione in lingua inglese da parte di Nintendo, tuttavia è stata poi cancellata a causa dei temi trattati all'interno del gioco e dei riferimenti più o meno espliciti riguardo l'utilizzo di droghe e violenza sugli animali da parte dei personaggi di gioco.
Nonostante non esista nessuna traduzione ufficiale, il 17 ottobre del 2008 è stata distribuita una versione interamente in inglese da parte di alcuni ammiratori della serie facenti parte della comunità Starmen.net. La realizzazione dell'intero progetto ha richiesto due anni di lavoro e i costi stimati per una simile operazione si aggirerebbero intorno ai 30,000 dollari.
A quanto dichiarato dal team di Starmen.net, Nintendo of America era a conoscenza del loro progetto, tuttavia non c'è stato alcun intervento legale da parte dell'azienda. Il progetto non è comunque finalizzato allo scopo di lucro; il team ha infatti dichiarato di terminare il loro progetto se Nintendo avesse deciso in futuro di pubblicare ufficialmente il gioco o se quest'ultima avesse direttamente detto loro di cessare la creazione e la distribuzione del loro adattamento. 
Una traduzione italiana, basata sulla traduzione inglese, è stata prodotta da Lorenzooone, che ha anche corretto dei bug presenti nel gioco originale. Tali correzioni sono state poi rese disponibili per la traduzione inglese. 

## Modalità di gioco
Il gameplay di Mother 3 è molto simile ai giochi precedenti della serie. Il giocatore controlla un personaggio principale dal punto di vista ambientale e si sposta per esplorare, parlare con i personaggi nonché attraversare dungeon combattendo contro mostri. Nelle zone pericolose i nemici come Pigmasks, animali selvatici e robot sono programmati per inseguire il giocatore: se questi viene a contatto con un nemico avrà inizio un combattimento: se qualcuno venisse toccato da dietro, inizierà lo scontro girato di spalle e l'altro potrà attaccarlo per primo. Fino a tre altri personaggi possono seguire il giocatore, per formare una squadra di quattro elementi. Novità rispetto ai videogiochi precedenti: nella fase di esplorazione è possibile "caricare" in corsa i nemici per sconfiggere istantaneamente quelli più deboli.
Il gioco mantiene il sistema di battaglia trovato in Mother e EarthBound, caratterizzata da nemici fermi visti frontalmente e uno sfondo animato. Il giocatore controlla un massimo di quattro personaggi in combattimento, con l'eccezione di alcuni personaggi non giocanti che seguono il giocatore nel corso della storia e contribuiscono in modo automatico alla lotta. Tutti i personaggi possono attaccare i nemici con armi e utilizzare gli oggetti in combattimento, e ogni personaggio ha delle abilità uniche. Ogni personaggio ha anche delle statistiche individuali tipici di giochi di ruolo, come Attacco, Difesa e Velocità.
Il combattimento in Mother 3 include la possibilità di premere dei tasti a ritmo della musica di sottofondo (che con l'avanzare del gioco avrà ritmi sempre più complessi): ciò permetterà di eseguire degli attacchi combo per incrementare i danni inflitti.